# Station Denham
Denham is een spoorwegstation van National Rail in Denham, South Bucks in Engeland. Het station is eigendom van Network Rail en wordt beheerd door Chiltern Railways. Het station is geopend in 1906.